# Arrondissement de Zutphen
L'arrondissement de Zutphen est une ancienne subdivision administrative française du département de l'Yssel-Supérieur créée le 1er janvier 1811 et supprimée le 11 avril 1814.

## Composition
Il comprenait les cantons de Aalten, Borculo, Doesburg, Doetinchem, Eibergen, Gendringen, Groenlo, 's-Heerenberg, Lochem, Terborg, Vorden, Warnsveld, Winterswijk et Zutphen.